# Fulvio Morsella
Fulvio Morsella est un scénariste et producteur de cinéma italien. Il est mort en décembre 2002 à Rome. Il était le beau-frère de Sergio Leone.

## Filmographie partielle

### Comme scénariste
- 1965 : Et pour quelques dollars de plus (Per qualche dollaro in piu) de Sergio Leone
- 1973 : Mon nom est Personne (Il mio nome è Nessuno) de Tonino Valerii
- 1975 : Un génie, deux associés, une cloche (Un genio, due compari, un pollo) de Damiano Damiani

### Comme producteur
- 1964 : Pour une poignée de dollars (Per un pugno di dollari) de Sergio Leone
- 1968 : Il était une fois dans l'Ouest (C'era una volta il West) de Sergio Leone
- 1971 : Il était une fois la révolution  (Giù la testa) de Sergio Leone
- 1973 : Mon nom est Personne (Il mio nome è Nessuno) de Tonino Valerii
- 1975 : Un génie, deux associés, une cloche (Un genio, due compari, un pollo) de Damiano Damiani
- 1979 : Un jouet dangereux (Il giocattolo) de Giuliano Montaldo